# Gatterlmesse

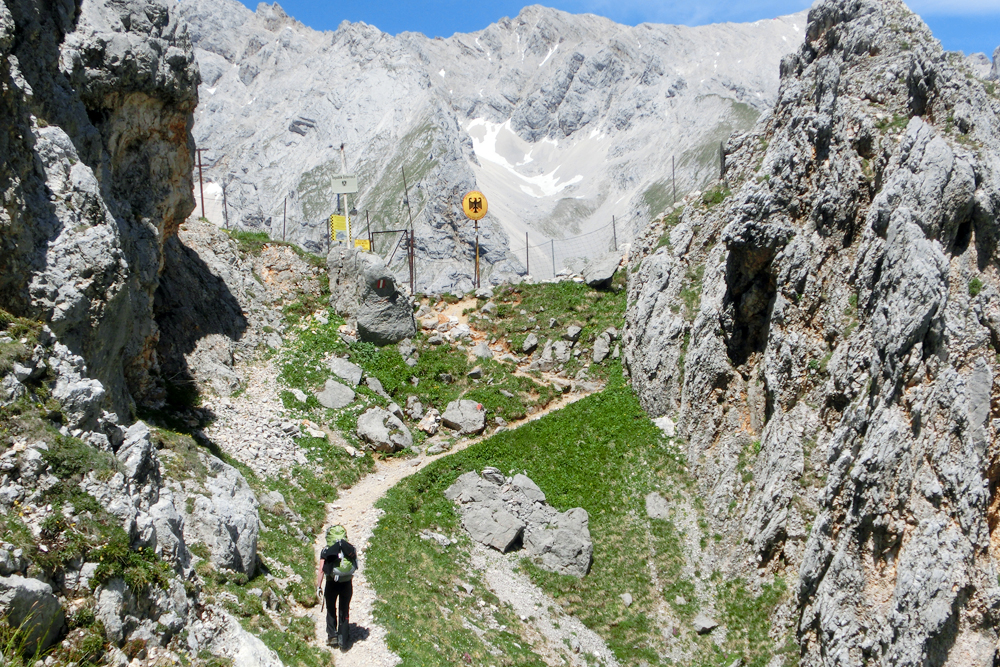
Gatterl von österreichischer Seite

Die Gatterlmesse ist eine jährliche Gedenkmesse zur Erinnerung an vier deutsche Grenzpolizisten, die im Jahr 1952 im Dienst bei der Suche nach Vermissten in einer Lawine ums Leben kamen. Darüber hinaus soll aller im Zugspitzgebiet verunglückten Bergfreunde gedacht werden. Die Messe findet seit 2011 in der Kapelle Mariä Heimsuchung auf dem Zugspitzplatt statt. Davor wurde sie am Zugspitzgatterl abgehalten, einer Scharte (2024 m ü. A.) im Wettersteinkamm zwischen den Gatterlköpfen und dem Hochwanner (zugleich Grenze zwischen Deutschland und Österreich).
Präsent sind in der Regel die Innenminister des Freistaates Bayern und der Republik Österreich. Veranstalter ist das Polizeipräsidium Oberbayern Süd.

## Gatterlhütte
Nördlich des Zugspitzgatterls steht die Knorrhütte. Auf dem Weg von der Knorrhütte zum Gatterl steht eine ehemalige Zollhütte der Bundeszollverwaltung (Lage), die seit der Öffnung der Grenzen der Winterausbildung der Bundeszollbeamten und als Quartier für die Zollsportgruppe dient. Rund 200 Meter von der Zollhütte sowie 500 Meter vom Gatterl entfernt stand die Gatterlhütte, eine Hütte der Bayerischen Polizei, die im März 2002 durch eine Lawine zerstört wurde. Sie sollte um Kosten zwischen 40.000 und 100.000 Euro wieder aufgebaut werden. Es wurde vermutet, die Gatterlhütte solle als Unterstand und Verpflegungslager für die hohen Gäste der Gatterlmesse dienen, von Seiten des Bayerischen Ministeriums für Inneres verlautete hingegen, man benötige die neue Gatterlhütte für die Winterausbildung der Polizei. Am Ende wurde die Hütte jedoch nicht wieder errichtet.